# Pegomya dulcamarae
Pegomya dulcamarae är en tvåvingeart som först beskrevs av Wood 1913.  Pegomya dulcamarae ingår i släktet Pegomya och familjen blomsterflugor. Arten har ej påträffats i Sverige. Inga underarter finns listade i Catalogue of Life.